# 伯埃茲半齧脂鯉
伯埃茲半齧脂鯉，為輻鰭魚綱脂鯉目脂鯉亞目脂鯉科的其中一個種，分布於南美洲拉普拉塔河及馬格達萊納河流域，體長可達9.4公分，棲息在底中層水域，生活習性不明。